# Records en équipe d'Afrique du Sud masculine de rugby à XV
Cet article présente les différents records en cours pour l'équipe d'Afrique du Sud de rugby à XV masculin.
Les joueurs en gras sont encore en activité.

## Capes

### Champion du Monde
Deux Sud-Africains sont doubles champions du monde, tous deux à douze ans d'intervalle :
- Os du Randt (1995 et 2007)
- François Steyn (2007 et 2019).

### Record de sélections

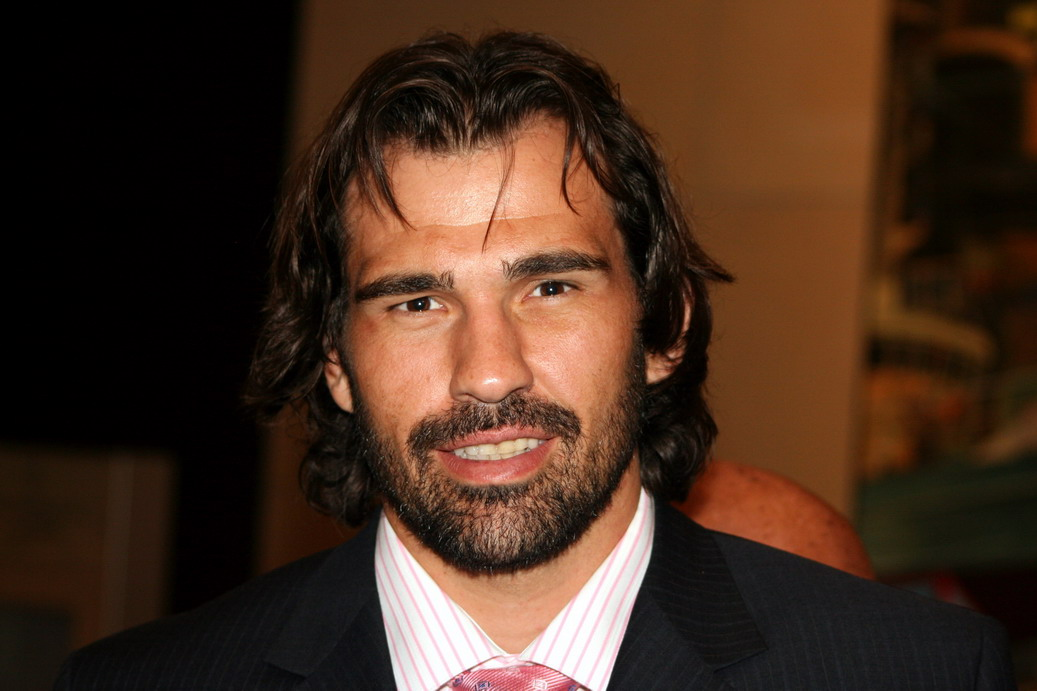
Victor Matfield

La liste suivante dresse le bilan des records de sélections pour l'équipe d'Afrique du Sud de rugby à XV au 21 novembre 2024. Elle met en valeur les joueurs des trente dernières années. Il faut noter qu'un classement par nombre de sélections ne dépend pas que de la qualité du joueur mais aussi du nombre de rencontres internationales, la naissance de la Coupe du monde en 1987, la fin de l'isolement de l'Afrique du Sud, la périodicité désormais semestrielle des tournées et la création du Tri Nations (devenu Rugby Championship) influent sur ce classement et doivent donc être gardés à l'esprit.
| Rang | Joueur                   | Activité internationale | Sélections |
| ---- | ------------------------ | ----------------------- | ---------- |
| 1    | Eben Etzebeth            | 2012-                   | 130        |
| 2    | Victor Matfield          | 2001-2015               | 127        |
| 3    | Bryan Habana             | 2004–2016               | 124        |
| 4    | Tendai Mtawarira         | 2008–2019               | 117        |
| 5    | John Smit                | 2000–2011               | 111        |
| 6    | Jean de Villiers         | 2002–2015               | 109        |
| 7    | Percy Montgomery         | 1997–2008               | 102        |
| 8    | Willie Le Roux           | 2013–                   | 98         |
| 9    | Siya Kolisi              | 2013–                   | 91         |
| 10   | Joost van der Westhuizen | 1993–2003               | 89         |

### Record de capitanats

John Smit

Il est détenu par John Smit avec 83 capitanats. Francois Pienaar, quatrième de ce classement derrière Jean de Villiers et Gary Teichmann, a la particularité d'être capitaine lors de ses 29 sélections.
| Rang | Joueur           | Activité internationale | Sélections | Capitanats |
| ---- | ---------------- | ----------------------- | ---------- | ---------- |
| 1    | John Smit        | 2000–2011               | 111        | 83         |
| 2    | Siya Kolisi      | 2013-                   | 91         | 59         |
| 3    | Jean de Villiers | 2002-2015               | 109        | 37         |
| 4    | Gary Teichmann   | 1995–1999               | 42         | 36         |
| 5    | Francois Pienaar | 1993–1996               | 29         | 29         |

## Records de réalisations dans une carrière

### Record de points

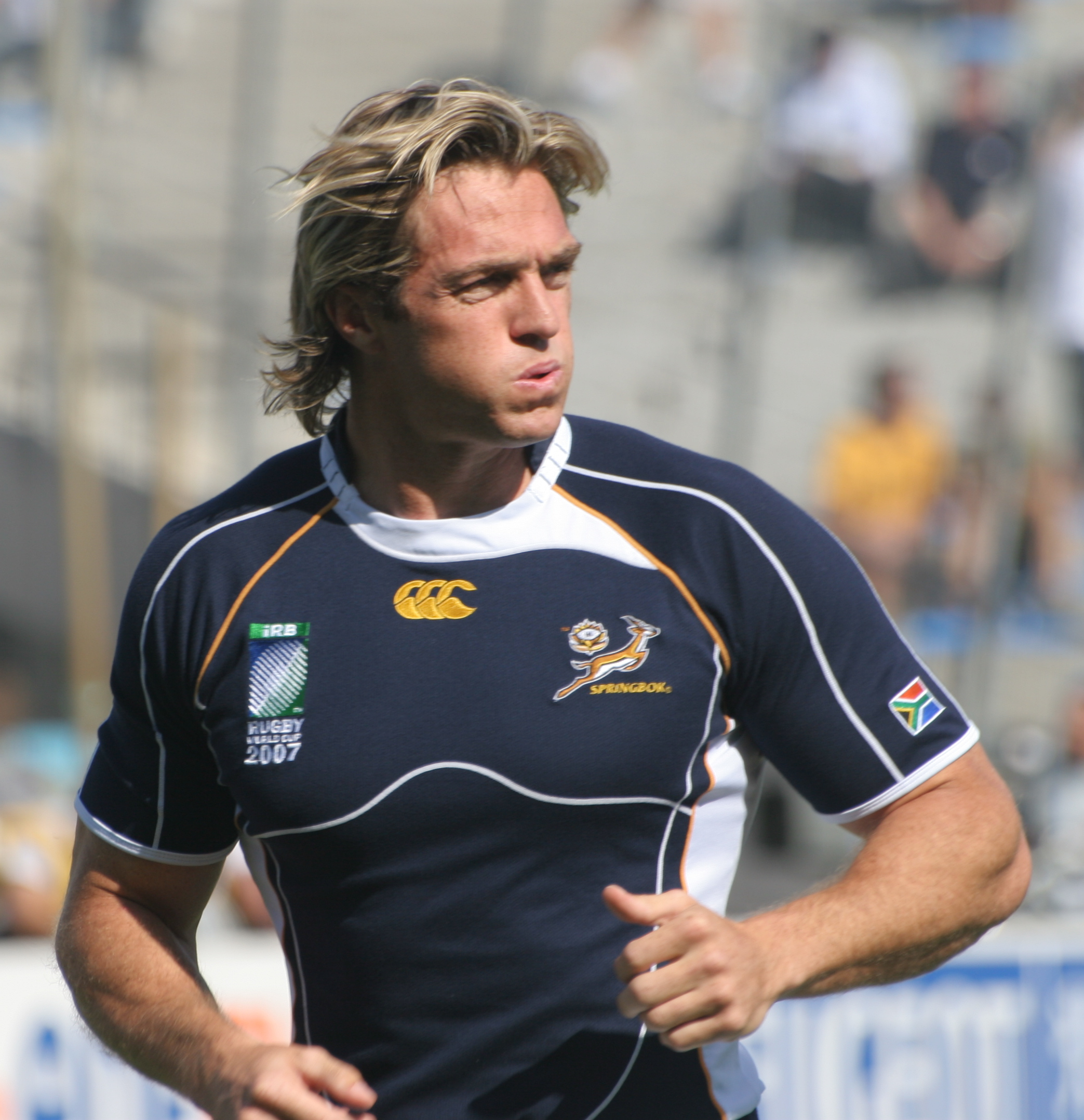
Percy Montgomery

Le record de points marqués est détenu par Percy Montgomery avec 893 points,. Il détient également le record de points inscrits en un seul match : 35 contre la Namibie, le 18 août 2007 au Cap (1 essai, 12 transformations, 2 pénalités). La liste met en valeur les joueurs des trente dernières années, le nombre de rencontres internationales par saison n'est pas comparable dans les années 1930, 1980 et 2000. Le poste de buteur et celui de demi d'ouverture sont particulièrement exposés à la critique et à la concurrence.
| Rang | Joueur                   | Carrière internationale | Sélections | Points |
| ---- | ------------------------ | ----------------------- | ---------- | ------ |
| 1    | Percy Montgomery         | 1997–2008               | 102        | 893    |
| 2    | Handré Pollard           | 2014–                   | 79         | 772    |
| 3    | Morné Steyn              | 2009–2021               | 68         | 742    |
| 4    | Bryan Habana             | 2004–2016               | 124        | 335    |
| 5    | Elton Jantjies           | 2012–2022               | 46         | 331    |
| 6    | Naas Botha               | 1980–1992               | 28         | 312    |
| 7    | Joël Stransky            | 1993–1996               | 23         | 240    |
| 8    | Braam van Straaten       | 1999–2001               | 21         | 221    |
| 9    | Joost van der Westhuizen | 1993–2003               | 89         | 190    |
| 10   | Jannie de Beer           | 1997–1999               | 13         | 181    |

### Nombre d'essais

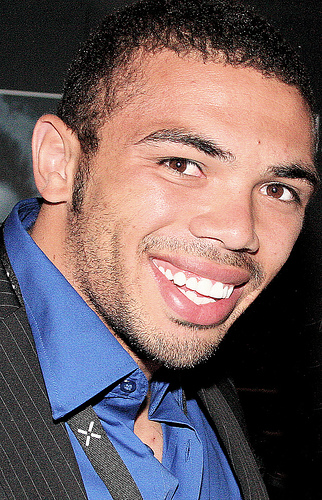
Bryan Habana

Bryan Habana est le joueur qui a marqué le plus grand nombre d'essais avec l'Afrique du Sud.
James Small, en inscrivant deux essais face à l'Écosse en décembre 1997, atteint le nombre de vingt essais avec les Springboks et dépasse l'ancien record détenu par Danie Gerber. Ce nombre de vingt essais constitue le record sud-africain jusqu'en 1998 quand Joost van der Westhuizen le bat en inscrivant un essai face à l'Australie. Après avoir égalé le record de 38 essais en tests-matches de Joost van der Westhuizen en juin 2010 face à l'Italie, Bryan Habana s'empare de ce record le 22 septembre 2011 lors d'une victoire face à la Namibie lors de la Coupe du monde 2011.
| Rang | Joueur                   | Carrière internationale | Sélections | Essais |
| ---- | ------------------------ | ----------------------- | ---------- | ------ |
| 1    | Bryan Habana             | 2004–2016               | 124        | 67     |
| 2    | Joost van der Westhuizen | 1993–2003               | 89         | 38     |
| 3    | Jaque Fourie             | 2003–2013               | 72         | 32     |
| 3    | Makazole Mapimpi         | 2018–                   | 46         | 32     |
| 4    | Jean de Villiers         | 2002–2015               | 109        | 27     |
| 5    | Breyton Paulse           | 1999–2007               | 64         | 26     |
| 7    | Percy Montgomery         | 1997–2008               | 102        | 25     |
| 8    | JP Pietersen             | 2006–2016               | 70         | 24     |
| 9    | Pieter Rossouw           | 1997–2003               | 43         | 21     |
| 9    | Malcolm Marx             | 2016–                   | 75         | 21     |

### Nombre de transformations

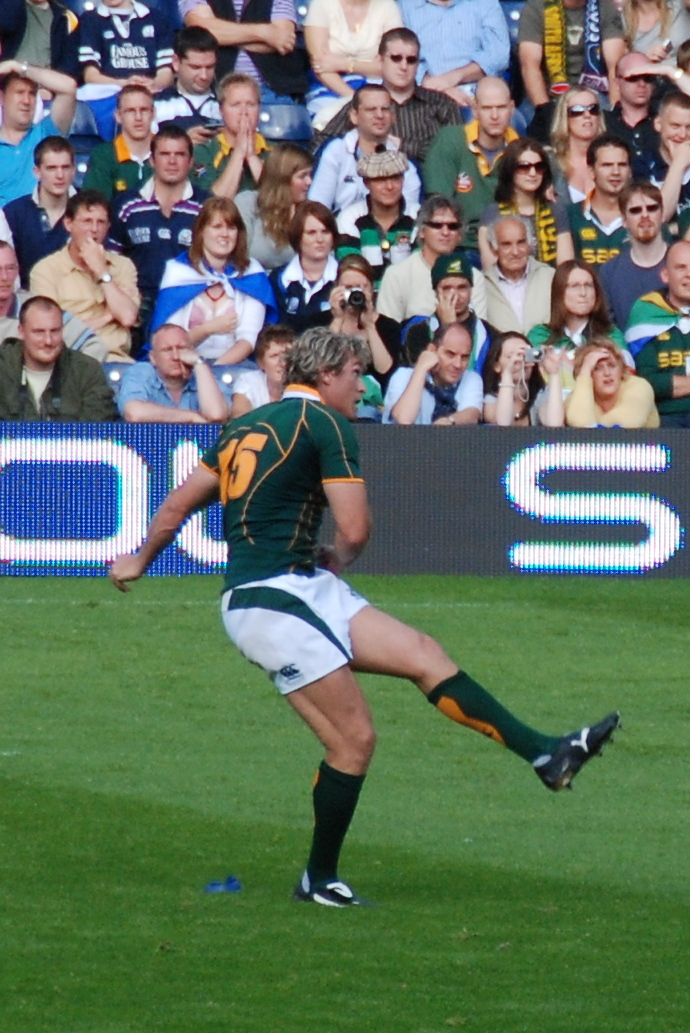
Percy Montgomery

Percy Montgomery est le joueur qui a marqué le plus grand nombre de transformations avec l'Afrique du Sud.
| Rang | Joueur           | Carrière internationale | Sélections | Transformations |
| ---- | ---------------- | ----------------------- | ---------- | --------------- |
| 1    | Percy Montgomery | 1997–2008               | 102        | 153             |
| 2    | Morné Steyn      | 2009–2021               | 68         | 102             |
| 3    | Handré Pollard   | 2014-                   | 79         | 90              |
| 4    | Elton Jantjies   | 2012-2022               | 47         | 65              |
| 5    | Naas Botha       | 1980–1992               | 28         | 50              |

### Nombre de pénalités
Morné Steyn dépasse lors de l'année 2016 le record précédent de 148 pénalités avec l'Afrique du Sud, record alors détenu par Percy Montgomery.
| Rang | Joueur             | Carrière internationale | Sélections | Pénalités |
| ---- | ------------------ | ----------------------- | ---------- | --------- |
| 1    | Morné Steyn        | 2009–2021               | 68         | 156       |
| 2    | Percy Montgomery   | 1997–2008               | 102        | 148       |
| 3    | Handré Pollard     | 2014-                   | 79         | 145       |
| 4    | Elton Jantjies     | 2012-2022               | 47         | 62        |
| 5    | Braam van Straaten | 1999–2001               | 21         | 55        |

## Records de réalisations sur un match

### Plus larges victoires
| Rang | Différence de points | Score  | Pays           | Adversaire     | Terrain       | Date              |
| 1    | 131                  | 134-3  | Afrique du Sud | Uruguay        | à domicile    | 11 juin 2005      |
| 2    | 101                  | 101-0  | Afrique du Sud | Italie         | à domicile    | 19 juin 1999      |
| 3    | 92                   | 105-13 | Afrique du Sud | Namibie        | à domicile    | 15 août 2007      |
| 4    | 83                   | 96-13  | Afrique du Sud | Pays de Galles | à domicile    | 27 juin 1998      |
| 5    | 71                   | 74-3   | Afrique du Sud | Italie         | à domicile    | 12 juin 1999      |
| 6    | 66                   | 72-6   | Afrique du Sud | Uruguay        | neutre        | 11 octobre 2003   |
| 7    | 64                   | 74-10  | Afrique du Sud | Tonga          | à domicile    | 10 juin 1997      |
| 8    | 59                   | 66-7   | Afrique du Sud | Canada         | neutre        | 8 octobre 2019    |
| 9    | 58                   | 68-10  | Afrique du Sud | Écosse         | à l’extérieur | 6 décembre 1997   |
| 10   | 54                   | 57-3   | Afrique du Sud | Namibie        | neutre        | 28 septembre 2019 |
| 11   | 52                   | 60-8   | Afrique du Sud | Samoa          | à domicile    | 13 avril 1995     |
| 12   | 50                   | 60-10  | Afrique du Sud | Samoa          | neutre        | 1er novembre 2003 |

### Pires défaites
| Rang | Différence de points | Score | Pays           | Adversaire       | Terrain       | Date              |
| 1    | -57                  | 0-57  | Afrique du Sud | Nouvelle-Zélande | à l'extérieur | 16 septembre 2017 |
| 2    | -50                  | 3-53  | Afrique du Sud | Angleterre       | à l'extérieur | 23 novembre 2002  |
| 3    | -49                  | 0-49  | Afrique du Sud | Australie        | à l'extérieur | 15 juillet 2006   |
| 4    | -36                  | 16-52 | Afrique du Sud | Nouvelle-Zélande | à domicile    | 19 juillet 2003   |
| 5    | -28                  | 0-28  | Afrique du Sud | Nouvelle-Zélande | à l'extérieur | 10 juillet 1999   |
| 6    | -27                  | 6-33  | Afrique du Sud | Nouvelle-Zélande | à l'extérieur | 14 juillet 2007   |
| 7    | -26                  | 6-32  | Afrique du Sud | Australie        | à l’extérieur | 17 juillet 1999   |
| 8    | -23                  | 3-26  | Afrique du Sud | Australie        | à domicile    | 22 août 1992      |
| 9    | -21                  | 23-44 | Afrique du Sud | Australie        | à l'extérieur | 8 juillet 2000    |
| 10   | -21                  | 20-41 | Afrique du Sud | Nouvelle-Zélande | à l'extérieur | 20 juillet 2002   |
| 11   | -20                  | 10-30 | Afrique du Sud | France           | à l'extérieur | 9 novembre 2002   |

### Plus grand nombre de points par un joueur lors d'un match
| Rang | Nombre de points | Joueur             | Pays           | Adversaire       | Date                      |
| 1    | 35               | Percy Montgomery   | Afrique du Sud | Namibie          | 15 août 2007              |
| 2    | 34               | Jannie de Beer     | Afrique du Sud | Angleterre       | 24 octobre 1999 (CM 1999) |
| 3    | 31               | Percy Montgomery   | Afrique du Sud | Pays de Galles   | 27 juin 1998              |
| 3    | 31               | Morné Steyn        | Afrique du Sud | Nouvelle-Zélande | 1er août 2009             |
| 3    | 31               | Handré Pollard     | Afrique du Sud | Argentine        | 10 août 2019              |
| 6    | 30               | Tonderai Chavhanga | Afrique du Sud | Uruguay          | 11 juin 2005              |

### Plus grand nombre d'essais par un joueur lors d'un match
| Rang | Nombre d'essais | Joueur             | Pays           | Adversaire | Date                       |
| 1    | 6               | Tonderai Chavhanga | Afrique du Sud | Uruguay    | 11 juin 2005               |
| 2    | 5               | Stefan Terblanche  | Afrique du Sud | Italie     | 19 juin 1999               |
| 3    | 4               | Chester Williams   | Afrique du Sud | Samoa      | 10 juin 1995 (CM 1995)     |
| 3    | 4               | Pieter Rossouw     | Afrique du Sud | France     | 22 novembre 1997           |
| 3    | 4               | Stefan Terblanche  | Afrique du Sud | Irlande    | 13 juin 1998               |
| 3    | 4               | Bryan Habana       | Afrique du Sud | Samoa      | 9 septembre 2007 (CM 2007) |
| 3    | 4               | Jongi Nokwe        | Afrique du Sud | Australie  | 30 août 2008               |